# Luís Guanella

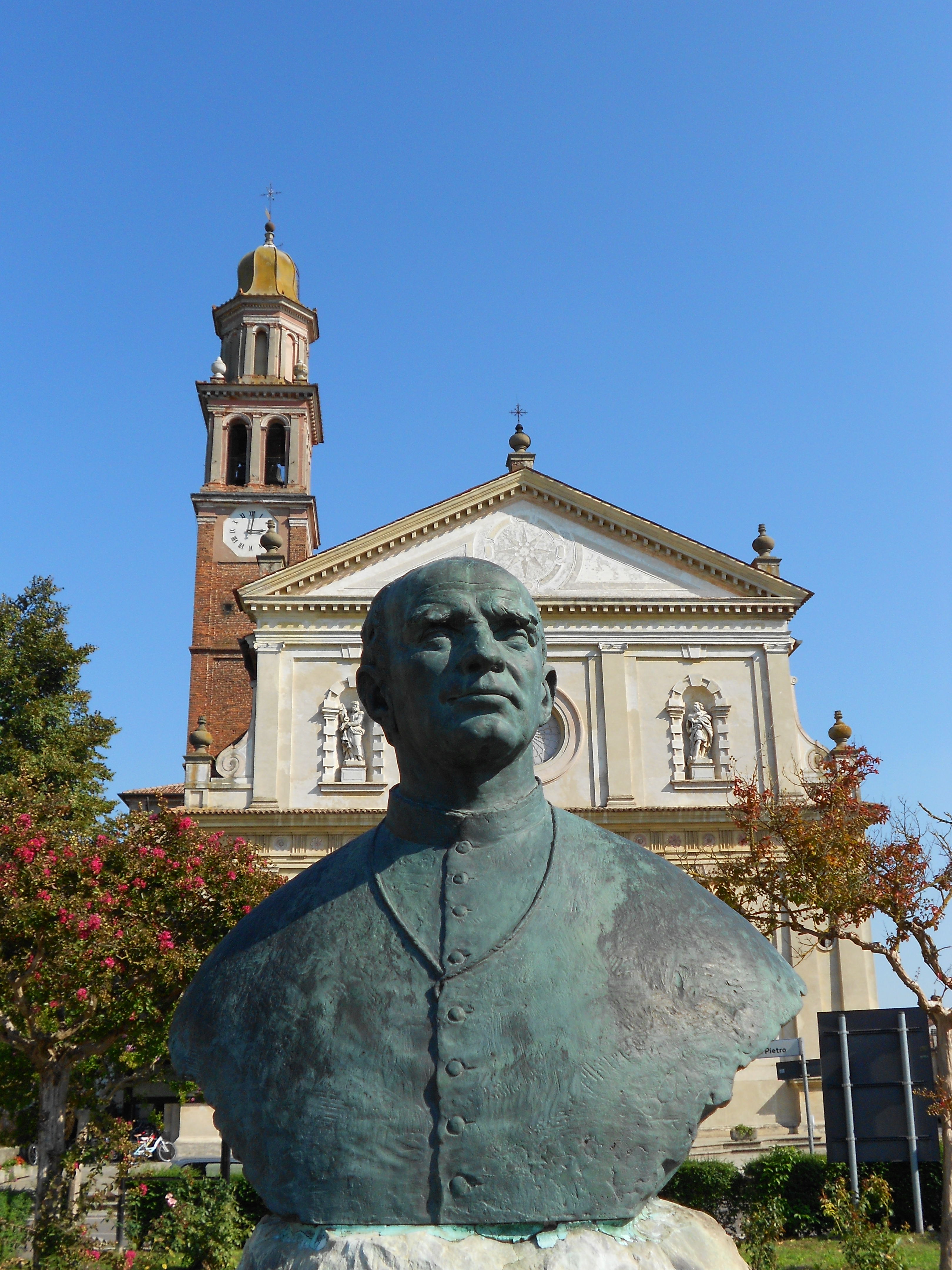
Monumento a São Luís Guanella em Fratta Polesine, Rovigo

São Luís Guanella, nascido Luigi Guanella (Campodolcino, 19 de dezembro de 1842 — Como, 24 de outubro de 1915), foi um sacerdote católico italiano e fundador da Congregação Servos da Caridade e do Instituto das Filhas de Santa Maria da Providência.
No consistório ordinário público para a canonização de alguns beatos, o Papa Bento XVI decretou a canonização de Luís Guanella para o dia 23 de outubro de 2011.